# Базикур
Базикур (фр. Bazicourt) насеље је и општина у североисточној Француској у региону Пикардија, у департману Оаза која припада префектури Клермон.
По подацима из 2011. године у општини је живело 330 становника, а густина насељености је износила 86,39 становника/km². Општина се простире на површини од 3,82 km². Налази се на средњој надморској висини од 33 метара (максималној 48 m, а минималној 29 m).

## Демографија
| 1962. | 1968. | 1975. | 1982. | 1990. | 1999. | 2011. |
| ----- | ----- | ----- | ----- | ----- | ----- | ----- |
| 213   | 243   | 284   | 347   | 310   | 291   | 330   |

График промене броја становника у току последњих година